# Transports dans l'agglomération du Pays Basque
Pour un article plus général, voir Communauté d'agglomération du Pays Basque.
La communauté d'agglomération du Pays Basque est desservie par plusieurs réseaux de transports, qu'ils soient routiers, ferroviaires, aériens, fluviaux ou publics.

## Infrastructures routières

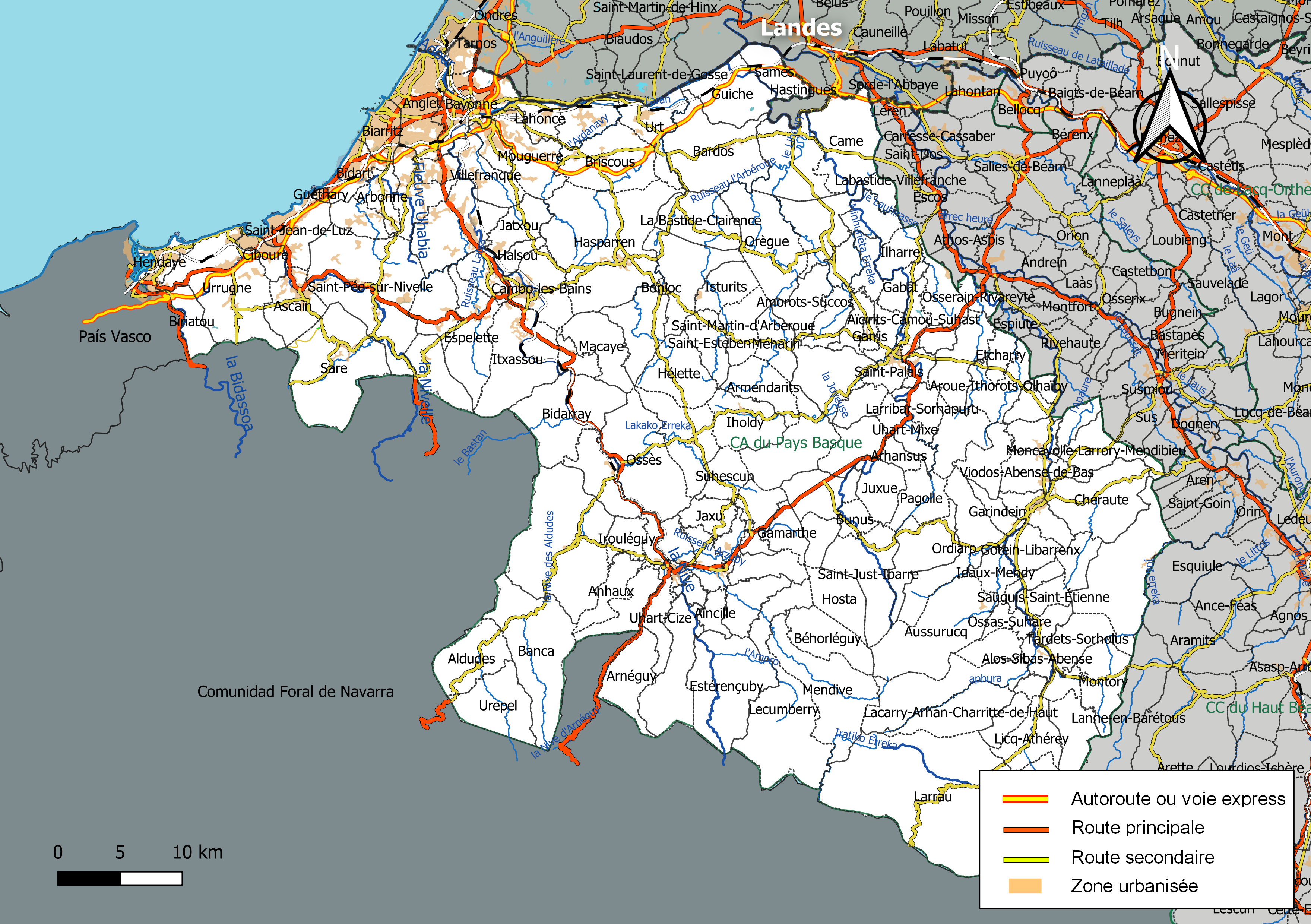
Aperçu du réseau routier et autoroutier de l'agglomération.

Le réseau autoroutier est surtout présent au nord et à l'ouest de l'agglomération. L'échangeur de Mousserolles voit débuter l'autoroute A64, qui relie Toulouse et permet un échange avec l'autoroute A63 qui mène à Bordeaux ou à la frontière espagnole, en poursuivant sur l'AP-8.
Les routes départementales les plus importantes de l'agglomération sont la 810 qui suit principalement l'A63 entre Bayonne et Béhobie ; la 918 entre Saint-Jean-de-Luz et Saint-Jean-Pied-de-Port ; la 932 entre Bayonne et Cambo-les-Bains et enfin la 933 qui permet de relier l'Espagne via la commune d'Arnéguy. Elles permettent notamment de connecter le sud-est de l'agglomération au réseau autoroutier, qui en est moins bien desservi. 

## Transport ferroviaire

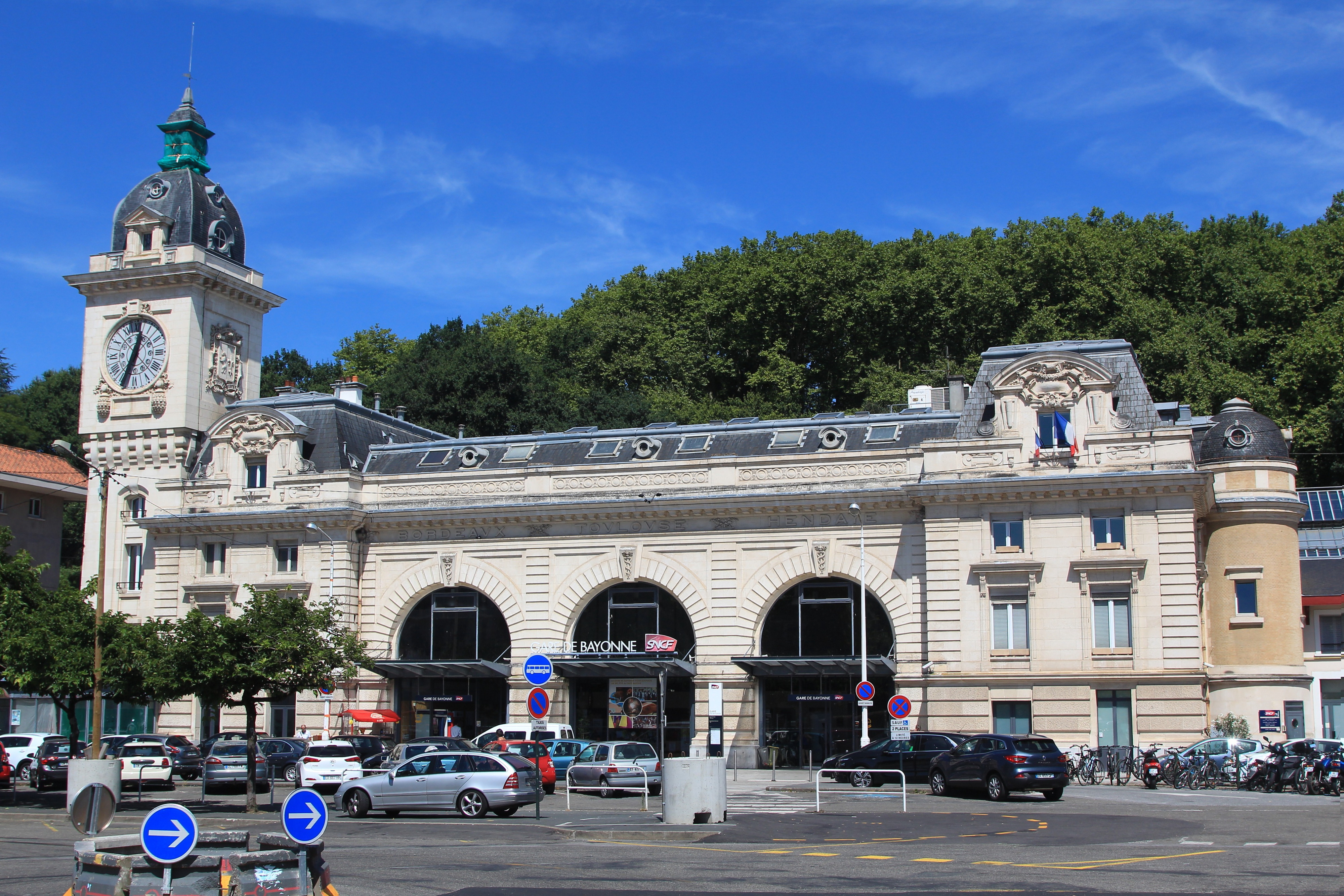
La gare de Bayonne est la principale gare de l'agglomération.

La principale gare de l'agglomération est celle de Bayonne (notamment en termes de fréquentation, accueillant plus de 660 000 voyageurs en 2020), qui sert d'arrivée à la ligne de Toulouse à Bayonne, de point de départ de la ligne de Bayonne à Saint-Jean-Pied-de-Port, et permet la connexion avec la ligne de Bordeaux-Saint-Jean à Irun. L'agglomération s'en trouve ainsi reliée à Bordeaux au nord, Toulouse à l'est et l'Espagne au sud avec Irun.
Les gares d'Hendaye, de Saint-Jean-de-Luz - Ciboure, de Biarritz et de Bayonne sont desservies par les réseaux TGV, Intercités et TER Nouvelle-Aquitaine, tandis que les autres gares et haltes de l'agglomération ne sont desservies que par le réseau TER.

## Transport aérien

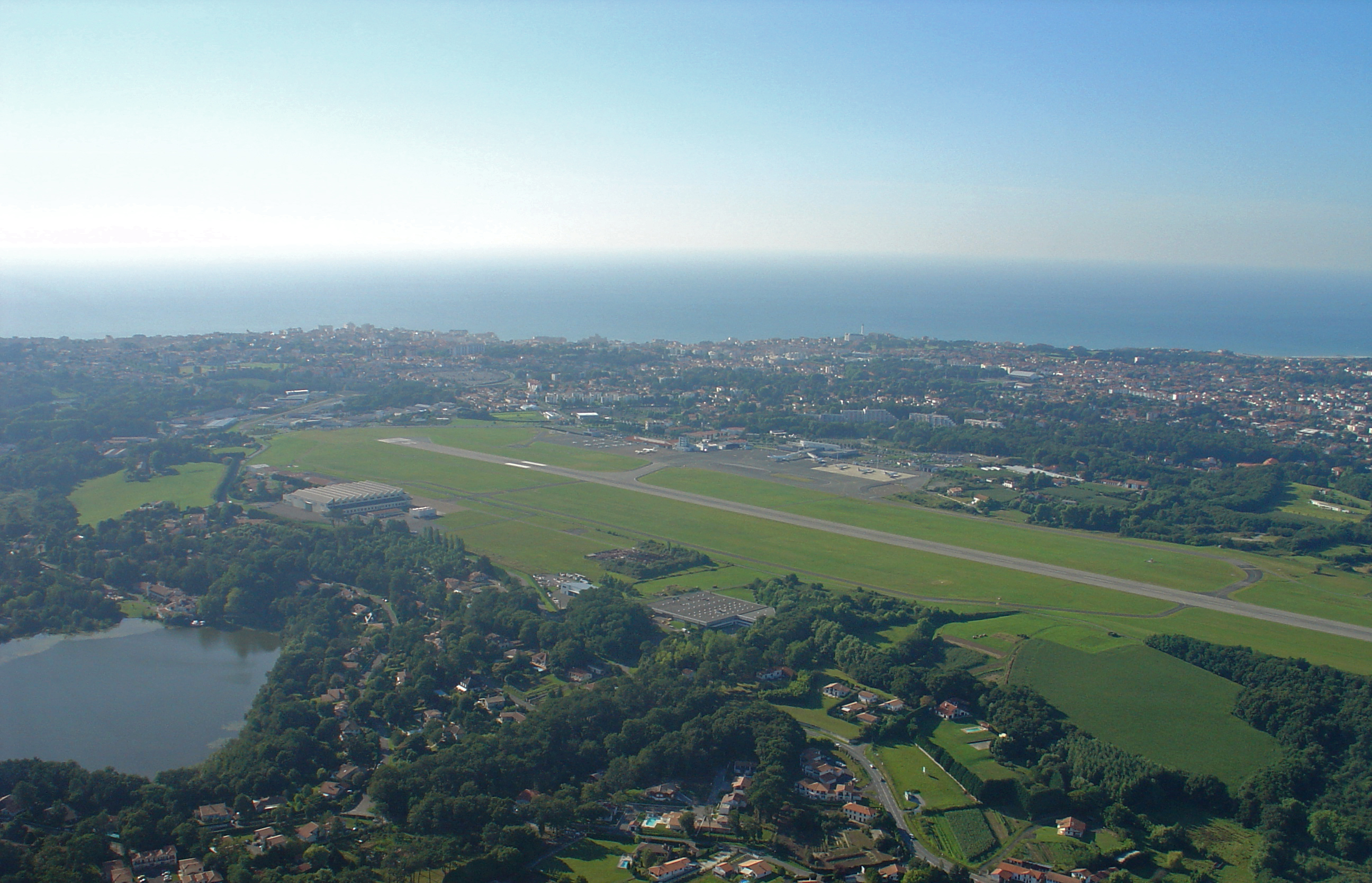
Vue aérienne de l'aéroport.

L'aéroport de Biarritz-Pays basque situé sur les communes d'Anglet et de Biarritz dessert l'agglomération. Situé directement au cœur de celle-ci, cela permet aux usagers de se connecter rapidement aux autres réseaux de transports.
En 2019, sa fréquentation d'un peu plus d'un million de passager, lui permet de se classer à la 21e place des aéroports français les plus fréquentés.

## Transport fluvial

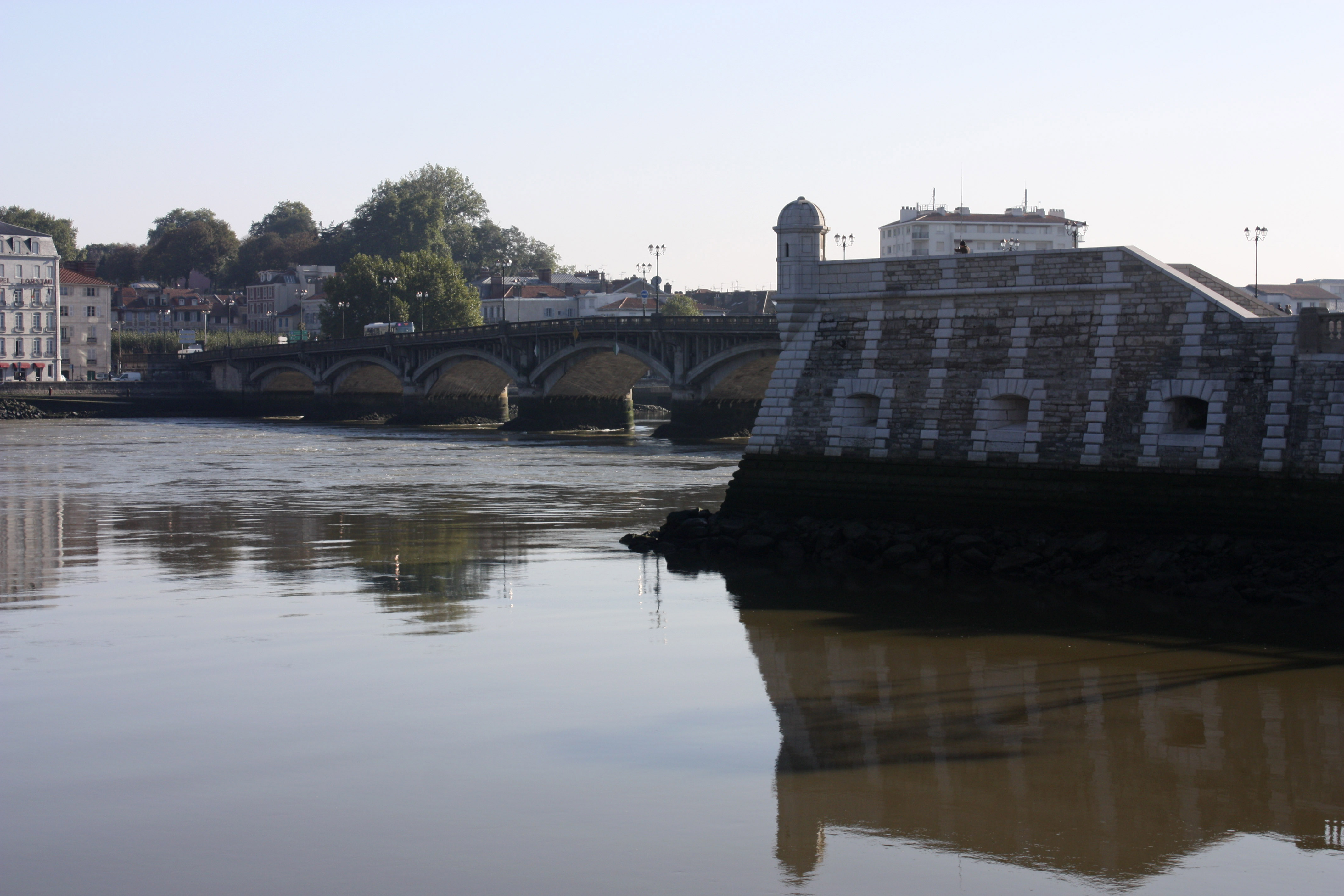
Confluence de la Nive et l'Adour à Bayonne.

L'agglomération dispose d'une large façade océanique à l'ouest avec l'océan Atlantique, et permet au port de Bayonne de se classer au neuvième rang des ports de commerce français.
De nombreux cours d'eau traversent le territoire de l'agglomération, notamment la Nive, affluent de l'Adour à Bayonne.

## Transports publics
L'agglomération est couverte par plusieurs réseaux qui desservent les communes de l'agglomération. Il est géré par le syndicat des mobilités Pays Basque-Adour et principalement exploité par Keolis Côte Basque-Adour. Ces réseaux comprennent :
- deux lignes de bus à haut niveau de service ;
- seize lignes d'autobus ;
- dix-neuf lignes de bus scolaires ;
- une ligne de navette fluviale ;
- sept lignes de navettes gratuites ;
- des vélos en libre-service.